# Edoardo Bianchi
Edoardo Bianchi (Milano, 17 luglio 1865 – Varese, 3 luglio 1946) è stato un imprenditore e inventore italiano, fondatore della F.I.V. Edoardo Bianchi.

## Biografia

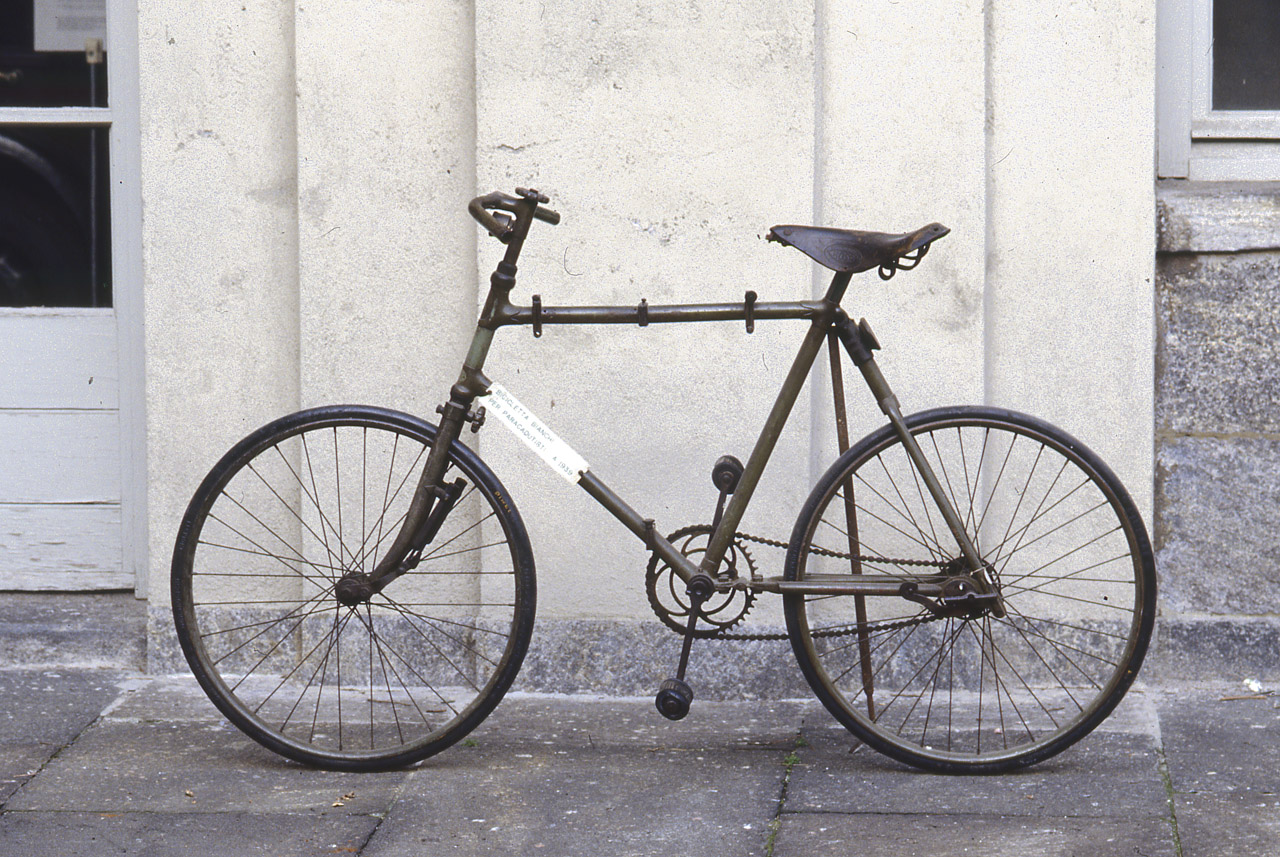
Bicicletta militare della Bianchi conservata al Museo nazionale della scienza e della tecnologia Leonardo da Vinci, di Milano.

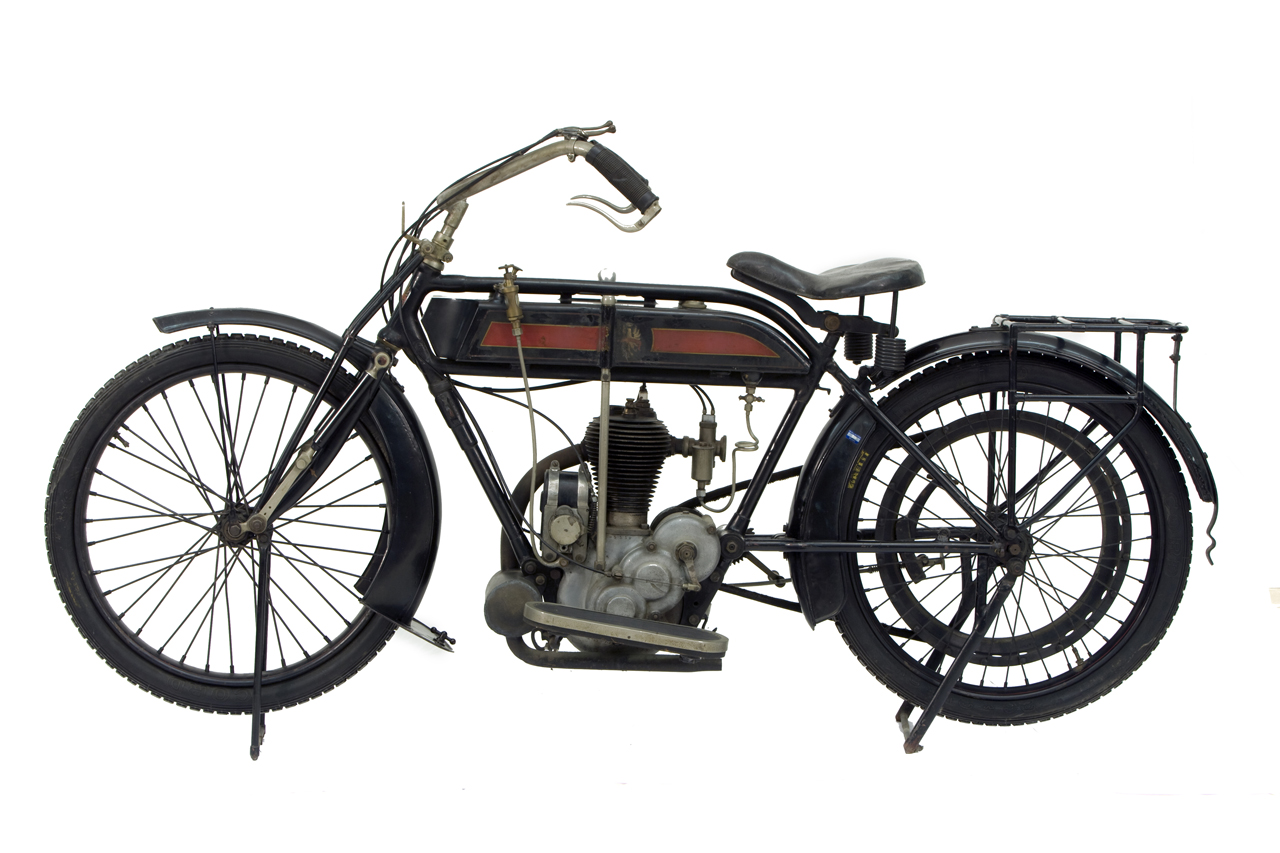
Esemplare di motocicletta costruita dalla Bianchi nei primi anni del novecento.

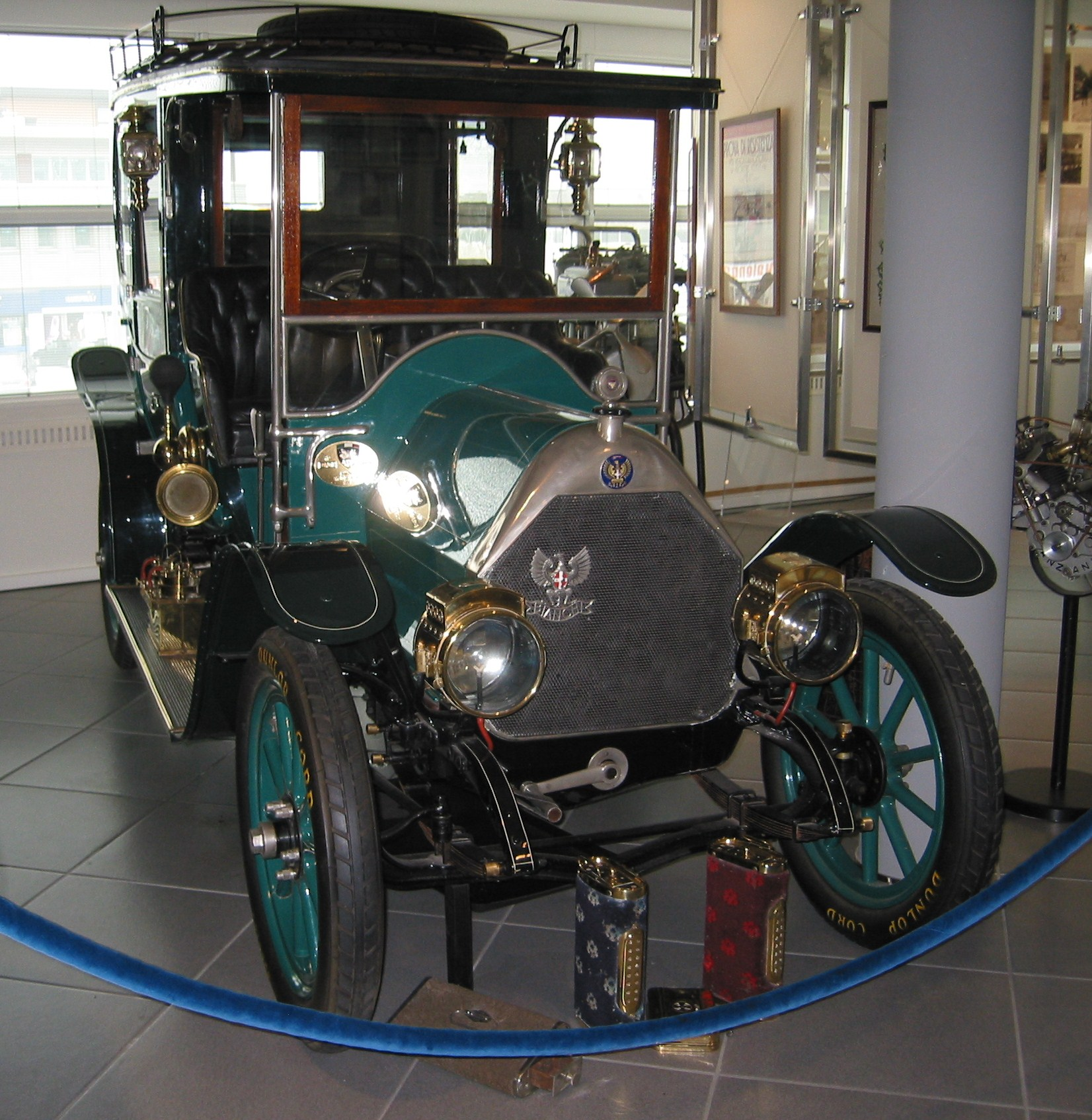
Autovettura Bianchi Tipo C 20-30 HP del 1909, carrozzata limousine, esposta al Museo Nicolis di Villafranca di Verona.

Nasce a Milano il 17 luglio 1865 da Luigi Bianchi e Antonietta Conti, in una famiglia di povere condizioni. Nel 1869, rimasto orfano, fu accolto nell'orfanotrofio dei Martinitt, dove venne a conoscenza della meccanica apprendendone i primi rudimenti.
Nel 1885 riuscì a impiantare una piccola officina meccanica nel centro storico di Milano, in via Nirone, fra le prime a livello nazionale destinate all'attività di riparazione e costruzione di velocipedi.
Dotato di grande ingegno meccanico, seguì meticolosamente i processi tecnologici legati al nascente mercato delle biciclette: riducendo il diametro della ruota anteriore, adottando la catena di trasmissione del movimento (inventata da poco tempo in Francia), e abbassando l'altezza dei pedali, creando così una vera e propria azienda di settore.
Nel 1888 avviò la costruzione delle prime biciclette con ruote pneumatiche, applicando ai mezzi l'invenzione che John Boyd Dunlop aveva realizzato pochi mesi prima nel Regno Unito. Il successo del prodotto lo portò ad investire presto nello sport, partecipando dall'ultimo decennio del XIX secolo alle prime gare ciclistiche europee.
Nel 1895 la regina Margherita, consorte di Re Umberto I, in vacanza a Monza, chiamò Bianchi alla villa reale. Gli fu fatta la seguente richiesta: mostrare il funzionamento della bicicletta e istruirne all'uso la sovrana. L'industrioso artigiano costruì in pochissime ore una bicicletta da donna, la prima del suo genere. L'impatto pubblicitario fu clamoroso. Bianchi fu subito insignito del titolo di «Fornitore ufficiale della Real Casa». Piovvero richieste da tutte le parti d'Italia e anche dall'estero.
Affascinato dall'invenzione del motore a scoppio, già alla fine del XIX secolo aveva sperimentato dei motori De Dion-Bouton su tricicli di sua costruzione. I collaudi furono rallentati da un principio d'incendio durante un giro di prova, che provocò a Bianchi una serie di ustioni alle mani. Dopo alcune settimane di convalescenza la sperimentazione fu completata e i tricicli furono posti in vendita a partire dal 1900.
Nel 1901 brevettò la trasmissione a cardano per le biciclette, seguita nel 1913 da quella del freno anteriore, portando contestualmente la sua azienda nel mercato destinato alla fabbricazione delle motociclette e delle autovetture di lusso, alle quali si accostò in tempi successivi anche quella degli autocarri.
Come molti altri capitani dell'industria dell'epoca, all'ingresso dell'Italia nella prima guerra mondiale, partecipò con le sue fabbriche allo sforzo bellico della nazione, realizzando biciclette pieghevoli e ammortizzate da destinare alle forze dell'ordine e ai vari reparti del Regio Esercito Italiano; accanto alla fornitura di: autolettighe, autoblindo, camion per il trasporto delle truppe, motori aeronautici e ogni tipo di materiale debitamente richiesto dello stato italiano; facendo della Bianchi una delle più importanti società metalmeccaniche impegnate in capo aperto nel conflitto.
Alla fine della guerra, nonostante una situazione economica sfavorevole agli investimenti, riuscì a traghettare, non senza difficoltà, i processi lavorativi della sua azienda verso le produzioni civili. Mantenendo alti i livelli occupazionali nelle fabbriche, che conobbero un importante sviluppo creativo, fino alla fine degli anni trenta, grazie pure alla nascita del ramo societario Officine Metallurgiche Edoardo Bianchi, con il proseguimento delle attività in campo automobilistico, ciclistico e motociclistico; senza dimenticare i grandi successi registrati nello sport, attraverso le vittorie della Bianchi nelle corse, con i piloti: Tazio Nuvolari, Amilcare Moretti, Dorino Serafini e a una rosa di corridori, tra i quali spiccano i nomi di Giuseppe Olmo, Costante Girardengo e Fausto Coppi.
Morì nella sua villa di Varese il 3 luglio 1946, per i postumi dovuti a un incidente stradale.